# Platynematichthys notatus
O mestiço (Platynematichthys notatus) é um peixe teleósteo siluriforme da família dos pimelodídeos, sendo encontrado em alguns rios da Amazônia. Possui até 50 cm de comprimento, de dorso pardo e ventre esbranquiçado com nódoas escuras. Também conhecido pelos nomes de caravataí, coroatá e coronel.